# せかいいちうつくしいぼくの村
せかいいちうつくしいぼくの村（せかいいちうつくしいぼくのむら）は小林豊による日本の絵本。
1995年（平成7年）に発表され、1996年（平成8年）に、第43回産経児童出版文化賞フジテレビ賞を受賞した。おもに小学4年生の教科書によく作品が掲載されている。続編に「ぼくの村にサーカスがやってきた」と「せかいいちうつくしい村にかえる」がある。

## あらすじ
話はアフガニスタンのパグマンという村の夏を舞台にしている。アフガニスタンでは、何年も民族同士による戦争や紛争が続いている。
物語の主人公ヤモは、アフガニスタンに住む小さな少年で、兄のハルーンは、兵隊になり戦争に行っている。なので、ハルーンの代わりに初めてお父さんとロバのポンパーと一緒に町へさくらんぼを売りに行く。ヤモは、さくらんぼを売る時に、少女や、足を無くした老人と出会う。その後、さくらんぼを売り上げると、チャイハナ（食堂）でお昼ご飯をたべる。偶然隣り合わせた知らないおじさんとお父さんが、南の方の戦いが心配だと話をし、兄の事が心配になる。そのご果物を売ったお金で、誰も持っていないような子羊（名前は、バファルー（春））を買い夕日に照らされながら村に戻る。しかし、冬になると、戦争で町は焼かれ今はもうない。

## 書誌情報
- 『せかいいちうつくしいぼくの村』（ポプラ社）1995年12月発行 ISBN 9784591041901
- 作・絵小林　豊

1. ↑  “産経児童出版文化賞過去の受賞作品 | いべさん”. www.eventsankei.jp. 2021年3月7日閲覧。